# Абаата (крепость)
Крепость Абаата — раннесредневековая крепость в городе Гагра. Была построена около V—VI века для защиты подступов со стороны Жоэкварского ущелья. О чем говорит характерная кладка этого времени из крупных квадратных блоков. Которые можно увидеть в сохранившихся частях крепостных стен, также сохранились древние крепостные ворота с каменной аркой. В XI веке часть крепостных стен была разобрана.  В 1830 году крепость была восстановлена высадившимся здесь русским военным отрядом. Крепость периодически подвергалась разрушению и последующему восстановлению.
Самое древнее сооружение города Гагры — это крепость-укрепление, расположенное на самом берегу моря у подножия горы возле входа в Жоэкварское ущелье. Имело очень удобное стратегическое местоположение, перекрывая основной путь от врагов пришедших с запада, защищая Абхазские поселения от набегов.
В начале XX века принц Ольденбургский приказал разрушить часть стены крепости и построил на её территории отель. Обращённая к морю крепостная стена была размыта морским прибоем и почти не сохранилась. Остальные остатки крепостных стен и башен сохранились довольно хорошо.
Гагра в те времена была далеко не таким благодатным местом, каким она стала в текущем столетии. Служивший в Гагре известный писатель-декабрист А. А. Бестужев-Марлинский так описывал эти места:

«Я переведён в ужасный климат Абхазии. Есть на берегу Чёрного моря, в Абхазии, впадина между огромных гор. Туда не залетает ветер; жар там от раскалённых скал нестерпим, и, к довершению удовольствий, ручей пересыхает и обращается в зловонную лужу. В этом ущелье построена крепостишка, в которую враги бьют со всех сторон в окошки, где лихорадка свирепствует до того, что полтора комплекта в год умирает из гарнизона, а остальные не иначе выходят оттуда, как со смертоносными обструкциями или водянкою. Там стоит 5-й Черноморский батальон, который не иначе может сообщаться с другими местами, как морем, и, не имея пяди земли для выгонов, круглый год питается гнилью солонины»— А.Бестужев-Марлинский
В крепости расположена церковь Абаата (Гагрская церковь Покрова Пресвятой Богородицы), управляемая Грузинской православной церковью.